# Maisoncelle
Maisoncelle è un comune francese di 121 abitanti situato nel dipartimento del Passo di Calais nella regione dell'Alta Francia.

## Società

### Evoluzione demografica
Abitanti censiti